# 三清殿

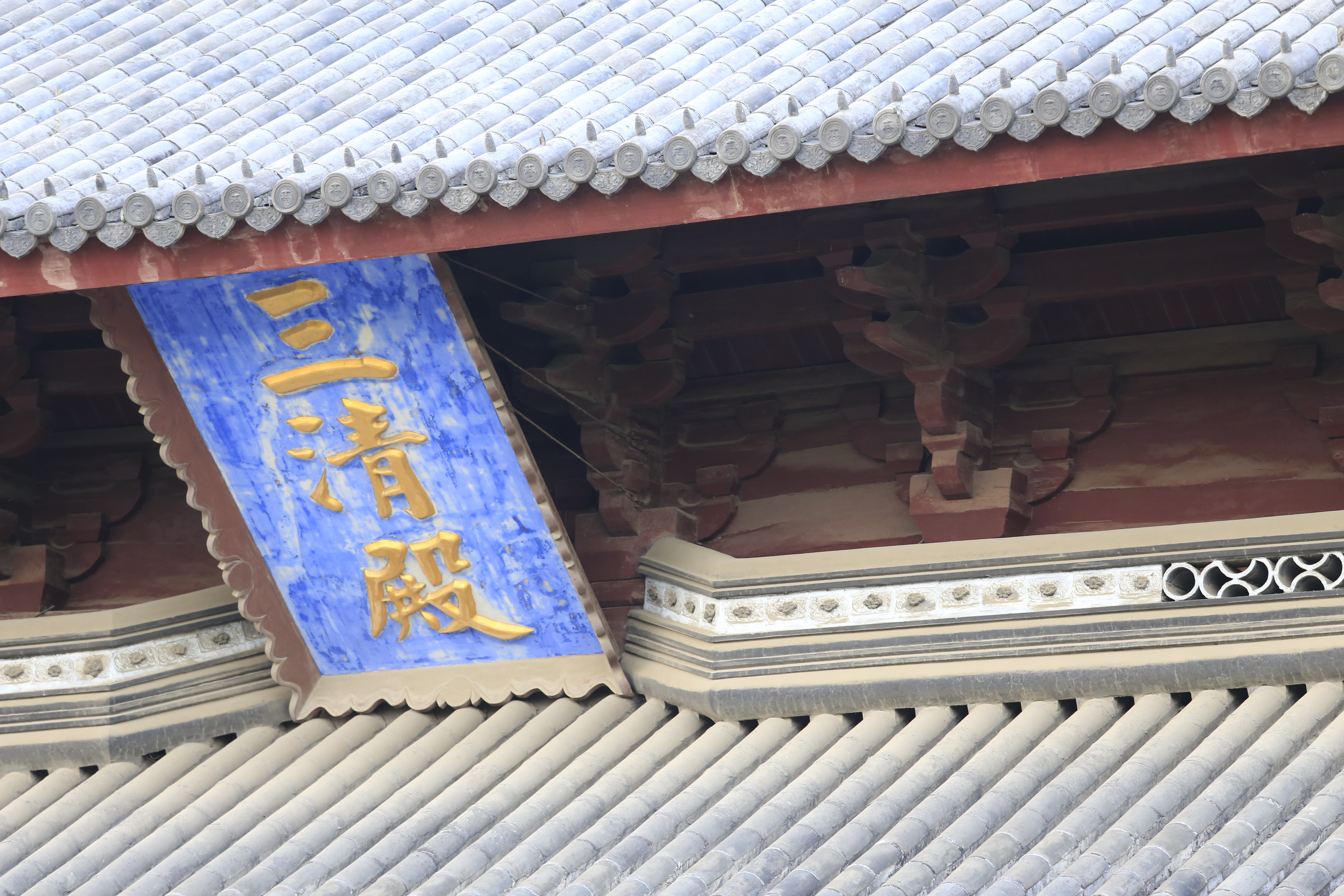
苏州玄妙观三清殿

三清殿是道教宫观内的建筑，一般为主体建筑，祀奉三清（玉清之主元始天尊，上清之主靈寶天尊，太清之主道德天尊）。